# Ivar Hoff
Ivar Anders Hoff (Sør-Odal, 24 febbraio 1948) è un allenatore di calcio norvegese.

## Biografia
È il fratello di Joar Hoff.

## Carriera

### Allenatore
Hoff cominciò ad allenare l'Aurskog nel 1975. Nel 1978, fu scelto come allenatore del Mjøndalen. Nel 1979 guidò il Brann, mentre nel 1980 fu chiamato allo Skeid. Tornò al Mjøndalen nel 1981 e all'Aurskog nel 1983. Dopo aver condotto l'Eik-Tønsberg nel 1985, nel 1986 affiancò Boye Skistad al Mjøndalen. Nel 1991, diventò allenatore del Lillestrøm, con cui raggiunse la finale di Coppa di Norvegia 1992, persa contro il Rosenborg. Nel 1997, guidò lo HamKam assieme a Knut Hagen.